# 548 Kressida
548 Kressida је астероид главног астероидног појаса са средњом удаљеношћу од Сунца која износи 2,281 астрономских јединица (АЈ).
Апсолутна магнитуда астероида је 11,26 а геометријски албедо 0,056.